# Лескар, Гав и Тер-дю-Пон-Лон
Леска́р, Гав и Тер-дю-Пон-Лон (фр. Lescar, Gave et Terres du Pont-Long) — кантон во Франции, находится в регионе Аквитания, департамент Атлантические Пиренеи. Входит в состав округа По.
Код INSEE кантона — 6411. Всего в кантон Лескар, Гав и Тер-дю-Пон-Лон входит 7 коммун, центральный офис расположен в Лонсе.

## История
Кантон был образован декретом от 25 февраля 2014 года, который вступил в силу 22 марта 2015 года. В состав новообразованного кантона вошли коммуны упразднённого кантона Лескар.

## Население
Население кантона на 2015 год составляло … человек.

## Коммуны кантона
| Коммуна       | Население, чел. (2010) | Почтовый индекс | Код INSEE |
| ------------- | ---------------------- | --------------- | --------- |
| Арбюс         | 1099                   | 64230           | 64037     |
| Артиглув      | 1544                   | 64230           | 64060     |
| Лескар        | 9981                   | 64230           | 64335     |
| Лонс          | 12 147                 | 64140           | 64348     |
| Поэ-де-Лескар | 1533                   | 64230           | 64448     |
| Сирос         | 618                    | 64230           | 64525     |
| Юзен          | 1255                   | 64230           | 64549     |